# Kagghamra
Kagghamra – miejscowość (tätort) w Szwecji, w regionie administracyjnym (län) Sztokholm, w gminie Botkyrka.
Według danych Szwedzkiego Urzędu Statystycznego liczba ludności wyniosła: 291 (31 grudnia 2018) i 295 (31 grudnia 2019).